# Río Barayo
El río Barayo (en asturiano: Barayu) es un corto río costero del norte de España, que discurre por el occidente del Principado de Asturias.

## Toponimia
El origen de su nombre, según Xosé Lluis García Arias, estaría en una palabra indoeuropea, presente por ejemplo en el sánscrito VAR 'agua'.

## Descripción
Nace en Busmargalí y desemboca en el mar Cantábrico en el límite de los concejos de Valdés y Navia, en la playa que lleva su nombre, playa de Barayo. Atraviesa las poblaciones de El Bao y Boronas.
Su afluente principal es el río El Bidural. 

## Fauna
Según muestreos de pesca eléctrica acometidos entre los años 1997 y 2019, referencias bibliográficas y comunicaciones orales fidedignas, en el río Barayo se han detectado especímenes de anguila.